# 武济耶
武济耶（法語：Vouziers，法語：[vuzje] ⓘ），法国东北部城市，大东部大区阿登省的一个市镇，同时也是该省的一个副省会，下辖武济耶区，其市镇面积为42.48平方公里，2022年1月1日时人口数量为3,862人，在法国城市中排名第2,527位。
武济耶位于阿登省东南部，埃纳河畔，是一个区域性的中心城市和公路枢纽。第一次世界大战期间，法国飞行员罗兰·加洛斯所驾驶的飞机在武济耶附近被敌军击落，其战后被安葬于此地。

## 地名来源

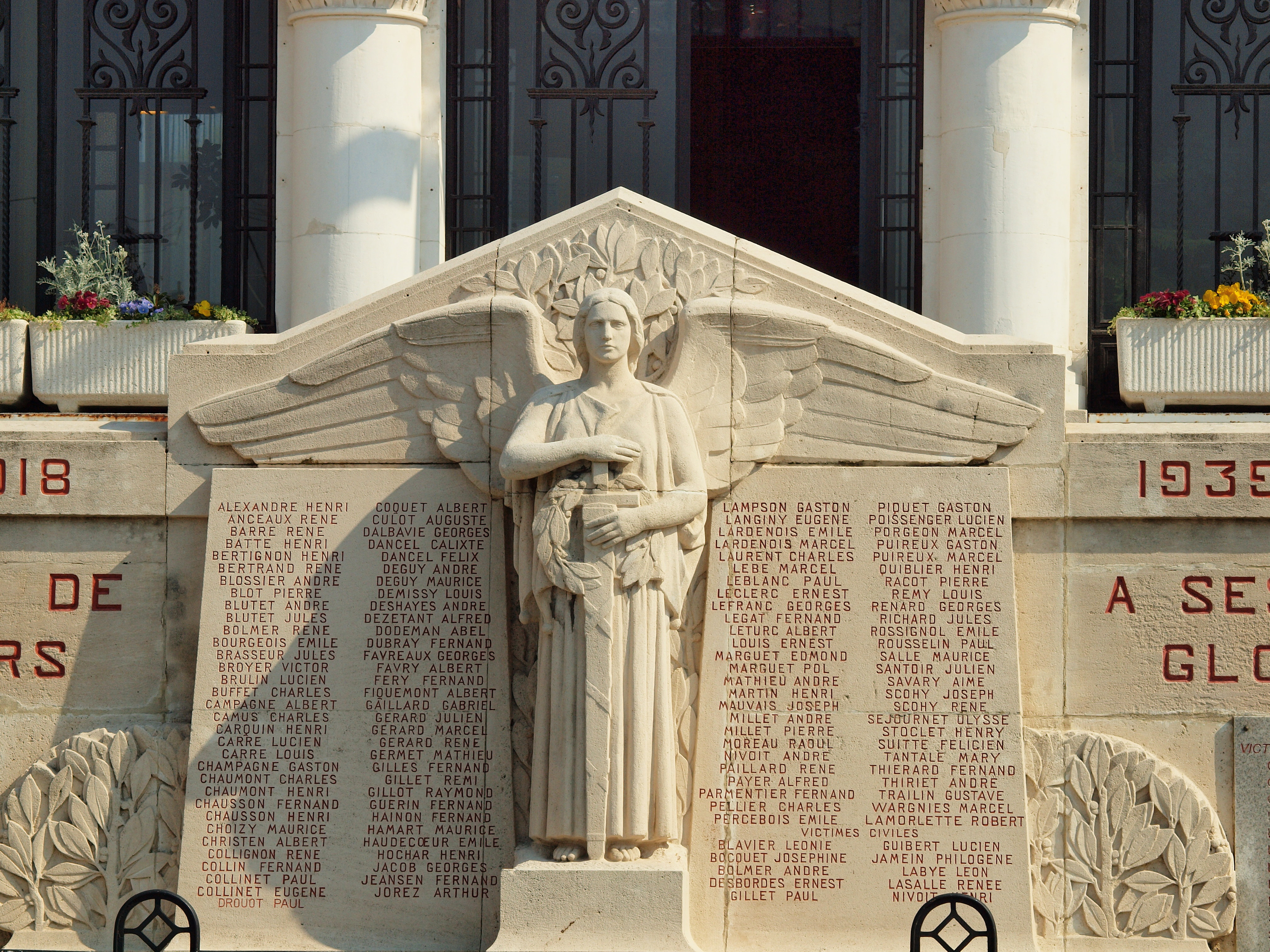
一战遇难者纪念碑

“武济耶”一名来源于古高卢语，可能指“柳树”或某种植物。

## 历史
武济耶最早的历史记录出现于公元14世纪，彼时为封建领主雅克·德·索尔贝（Jacques de Sorbey）的领地，其宅邸位于埃纳河左岸。此后长期为一普通城镇，法国大革命后成为阿登省的一个副省会。1804年，拿破仑一世曾经过此地。第一次世界大战期间，武济耶及其所在的阿登省成为了重要的战场，城市遭到严重破坏。1918年，法国飞行员罗兰·加洛斯驾驶的飞机在武济耶被击落，后被安葬于此。战后，法国西部城市雷恩提供人力和财力帮助武济耶恢复重建。二战后，武济耶地区人口数量有所下降。1961年，孔代莱武济耶并入武济耶；2016年，相邻的弗里济和埃纳河畔泰龙两个市镇整体与武济耶合并。

## 地理

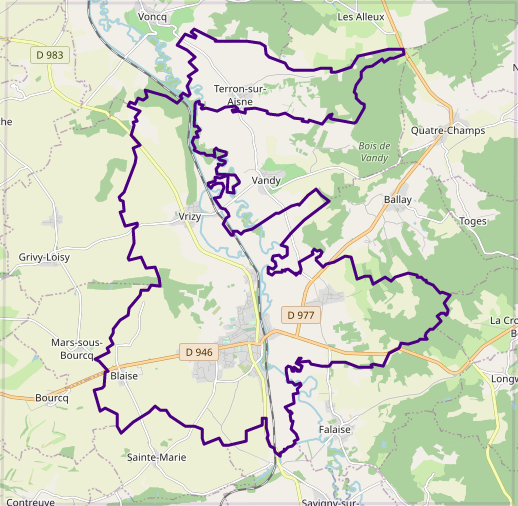
武济耶市镇范围

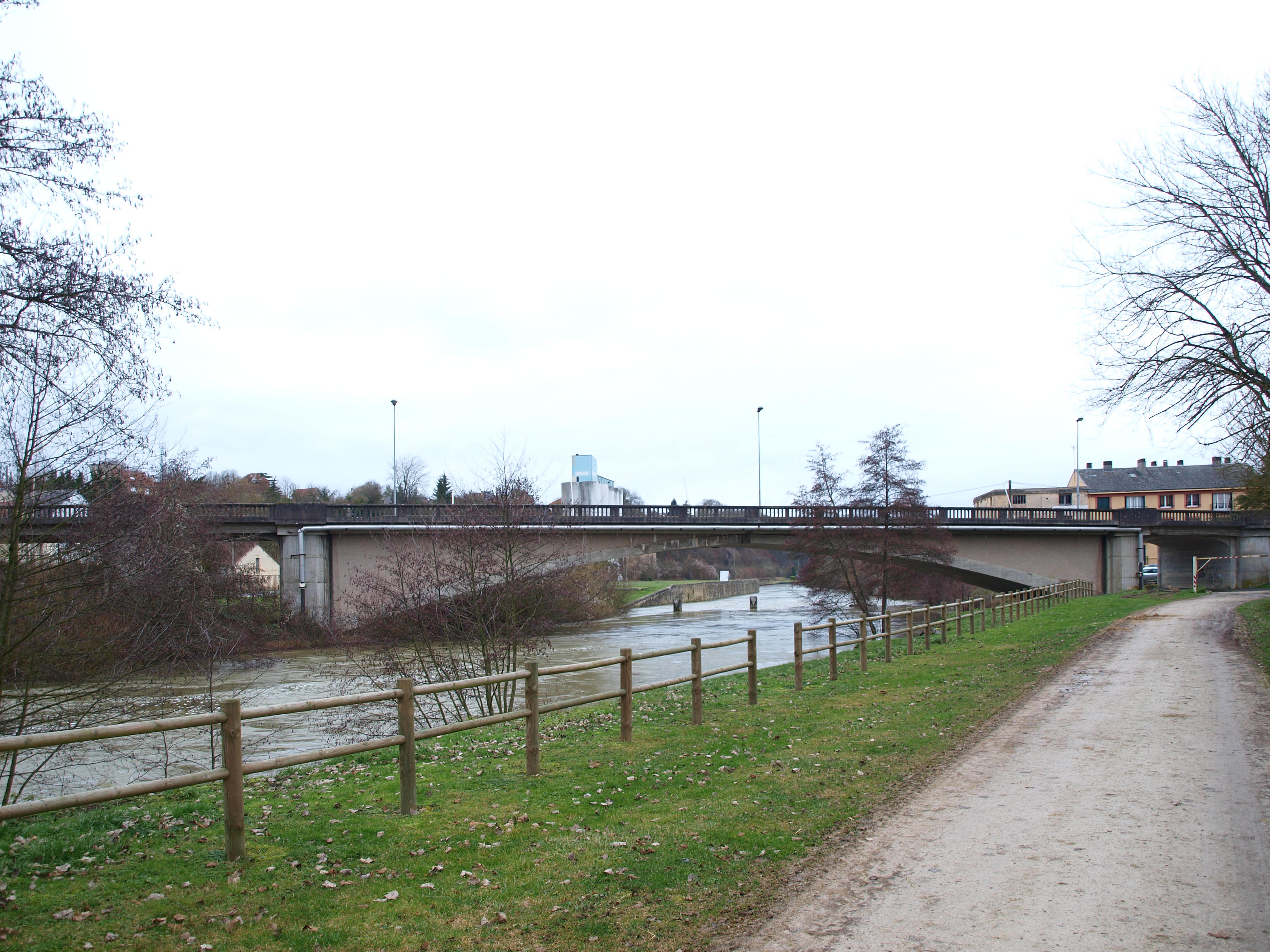
流经武济耶的埃纳河

武济耶位于法国东北部，大东部大区西部和阿登省东南部，距离省会沙勒维尔-梅济耶尔大约53公里。与武济耶接壤的市镇包括：巴莱、布尔克、拉克鲁瓦欧布瓦、法莱斯、格里维-卢瓦西、马尔斯苏布尔克、圣玛丽、埃纳河畔萨维尼、旺迪、弗里济。

### 地形
武济耶位于阿戈讷地区西部，境内以平原和浅丘为主，地势较为平坦，全境海拔在89到186米之间。

### 水文
埃纳河自南向北流经境内，属于塞纳河水系，该河沿岸开凿有人工运河。

### 植被
武济耶属于温带落叶林区，市区内的主要林地公园分布于埃纳河两岸。

### 气候
武济耶在柯本气候分类法中属于温带海洋性气候，偶尔受大陆气团的影响。
武济耶境内设有气象站，以下为该气象站的数据（其中日照数据取自兰斯）：
| 武济耶1981年－2019年 | 武济耶1981年－2019年 | 武济耶1981年－2019年 | 武济耶1981年－2019年 | 武济耶1981年－2019年 | 武济耶1981年－2019年 | 武济耶1981年－2019年 | 武济耶1981年－2019年 | 武济耶1981年－2019年 | 武济耶1981年－2019年 | 武济耶1981年－2019年 | 武济耶1981年－2019年 | 武济耶1981年－2019年 | 武济耶1981年－2019年 |
| 月份                 | 1月                  | 2月                  | 3月                  | 4月                  | 5月                  | 6月                  | 7月                  | 8月                  | 9月                  | 10月                 | 11月                 | 12月                 | 全年                 |
| -------------------- | -------------------- | -------------------- | -------------------- | -------------------- | -------------------- | -------------------- | -------------------- | -------------------- | -------------------- | -------------------- | -------------------- | -------------------- | -------------------- |
| 历史最高温 °C（°F）  | 17 (63)              | 18 (64)              | 23.2 (73.8)          | 29.5 (85.1)          | 32.8 (91.0)          | 36.5 (97.7)          | 38 (100)             | 39.2 (102.6)         | 32.2 (90.0)          | 28.1 (82.6)          | 20.3 (68.5)          | 16.5 (61.7)          | 39.2 (102.6)         |
| 平均高温 °C（°F）    | 5.8 (42.4)           | 7.5 (45.5)           | 11.7 (53.1)          | 15.5 (59.9)          | 20 (68)              | 22.8 (73.0)          | 25.2 (77.4)          | 24.9 (76.8)          | 20.8 (69.4)          | 16.1 (61.0)          | 9.6 (49.3)           | 6.4 (43.5)           | 15.5 (59.9)          |
| 日均气温 °C（°F）    | 2.9 (37.2)           | 3.7 (38.7)           | 7 (45)               | 9.9 (49.8)           | 14.3 (57.7)          | 17 (63)              | 19.1 (66.4)          | 18.8 (65.8)          | 15.2 (59.4)          | 11.6 (52.9)          | 6.3 (43.3)           | 3.7 (38.7)           | 10.8 (51.4)          |
| 平均低温 °C（°F）    | 0 (32)               | −0.1 (31.8)          | 2.3 (36.1)           | 4.3 (39.7)           | 8.6 (47.5)           | 11.2 (52.2)          | 13.1 (55.6)          | 12.7 (54.9)          | 9.5 (49.1)           | 7 (45)               | 3 (37)               | 0.9 (33.6)           | 6 (43)               |
| 历史最低温 °C（°F）  | −19.5 (−3.1)         | −14 (7)              | −10 (14)             | −5.1 (22.8)          | −3.3 (26.1)          | 1.2 (34.2)           | 5 (41)               | 3.8 (38.8)           | 1 (34)               | −4.7 (23.5)          | −10.1 (13.8)         | −13.7 (7.3)          | −19.5 (−3.1)         |
| 平均降水量 mm（）    | 67.8 (2.67)          | 57.5 (2.26)          | 68.9 (2.71)          | 58 (2.3)             | 66.6 (2.62)          | 63.5 (2.50)          | 68.4 (2.69)          | 73.9 (2.91)          | 63.3 (2.49)          | 72.1 (2.84)          | 68.1 (2.68)          | 81.5 (3.21)          | 809.6 (31.87)        |
| 月均日照時數         | 59.7                 | 83.6                 | 124.6                | 173                  | 202.8                | 212.1                | 229.5                | 215.7                | 160.6                | 114.9                | 70.8                 | 47.9                 | 1,695.2              |
| 来源：infoclimat.fr  |                      |                      |                      |                      |                      |                      |                      |                      |                      |                      |                      |                      |                      |

## 行政区划
武济耶是法国大东部大区阿登省的一个市镇，编号为08490，它也是阿登省的一个副省会。武济耶下辖武济耶区，管理武济耶县，同时也是阿登阿戈讷市镇公共社区的办公驻地。
法国国家统计与经济研究所（简称）在进行数据统计时，将武济耶单独设为武济耶城市核心区，并将包括核心区在内的周边共9个市镇划为武济耶城市区。同时，还将武济耶市镇分为了2个“块区”（IRIS），以便于统计人口分布情况。

## 交通

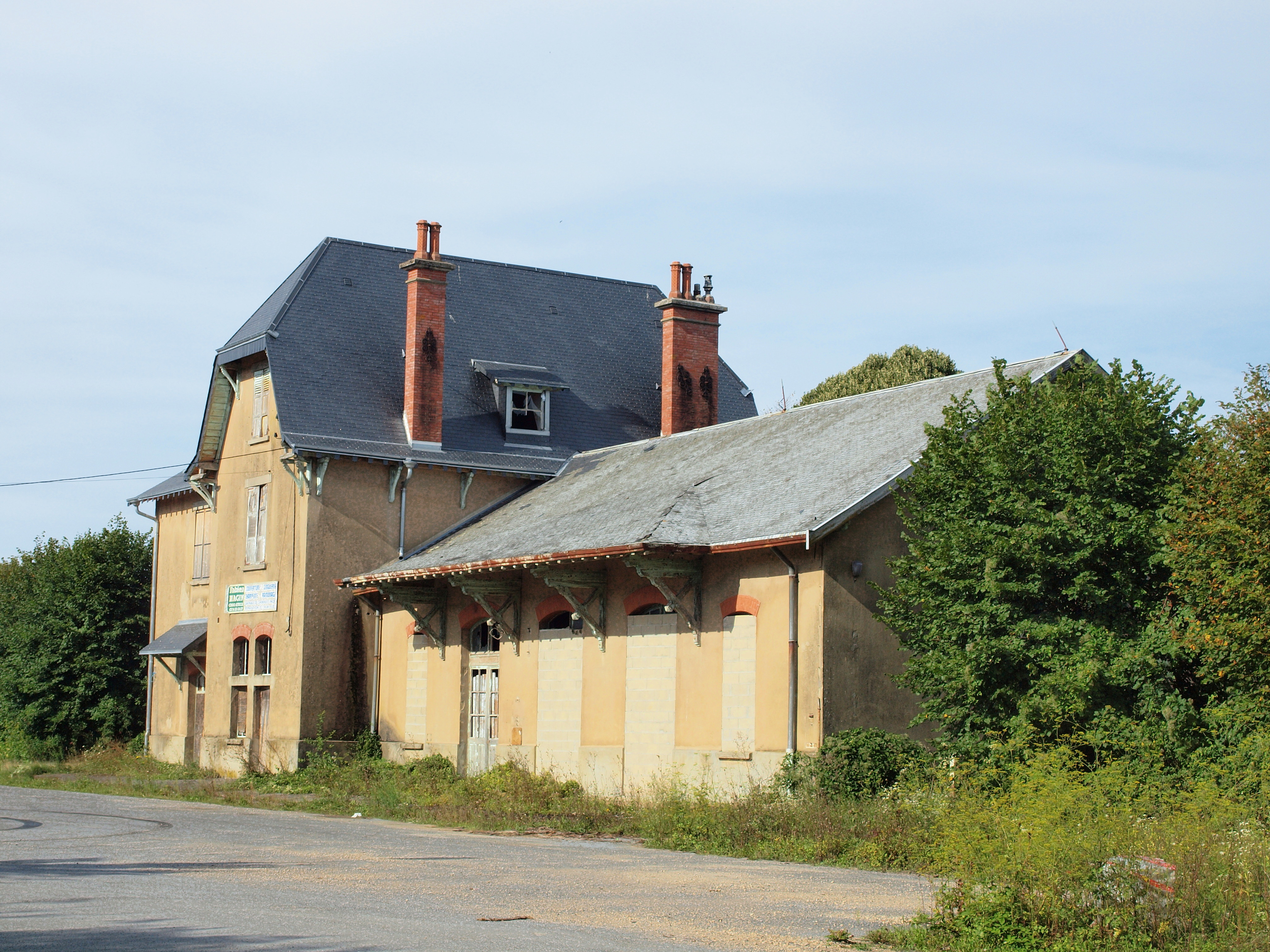
武济耶火车站旧址

### 公路
多条阿登省省道在武济耶境内交汇，大东部大区下属的城际客运提供定制巴士线路，可前往勒泰勒。
2017年，66.5%的武济耶家庭拥有至少一辆的私人汽车。2018年，武济耶境内共发生各类交通事故2起，造成12人受伤。

### 铁路
武济耶位于阿马涅-吕基－勒维尼铁路上，该铁路历史上为阿登省重要的地方铁路干线，后于1969年终止客运服务，货运列车也于20世纪末基本停运。20世纪初，阿登省铁路网也曾有两条线路经过武济耶，后因设施老化而关闭。
距离武济耶最近的铁路车站为25公里外的勒泰勒站，该站停靠前往巴黎的高速列车和前往兰斯、色当等地的区域列车。

### 航空
距离武济耶最近的民用航空站为瓦特里机场，距离武济耶市中心的公路里程约88公里。

### 城市公共交通
截至2020年10月，武济耶暂无城市公共交通系统。

## 政治

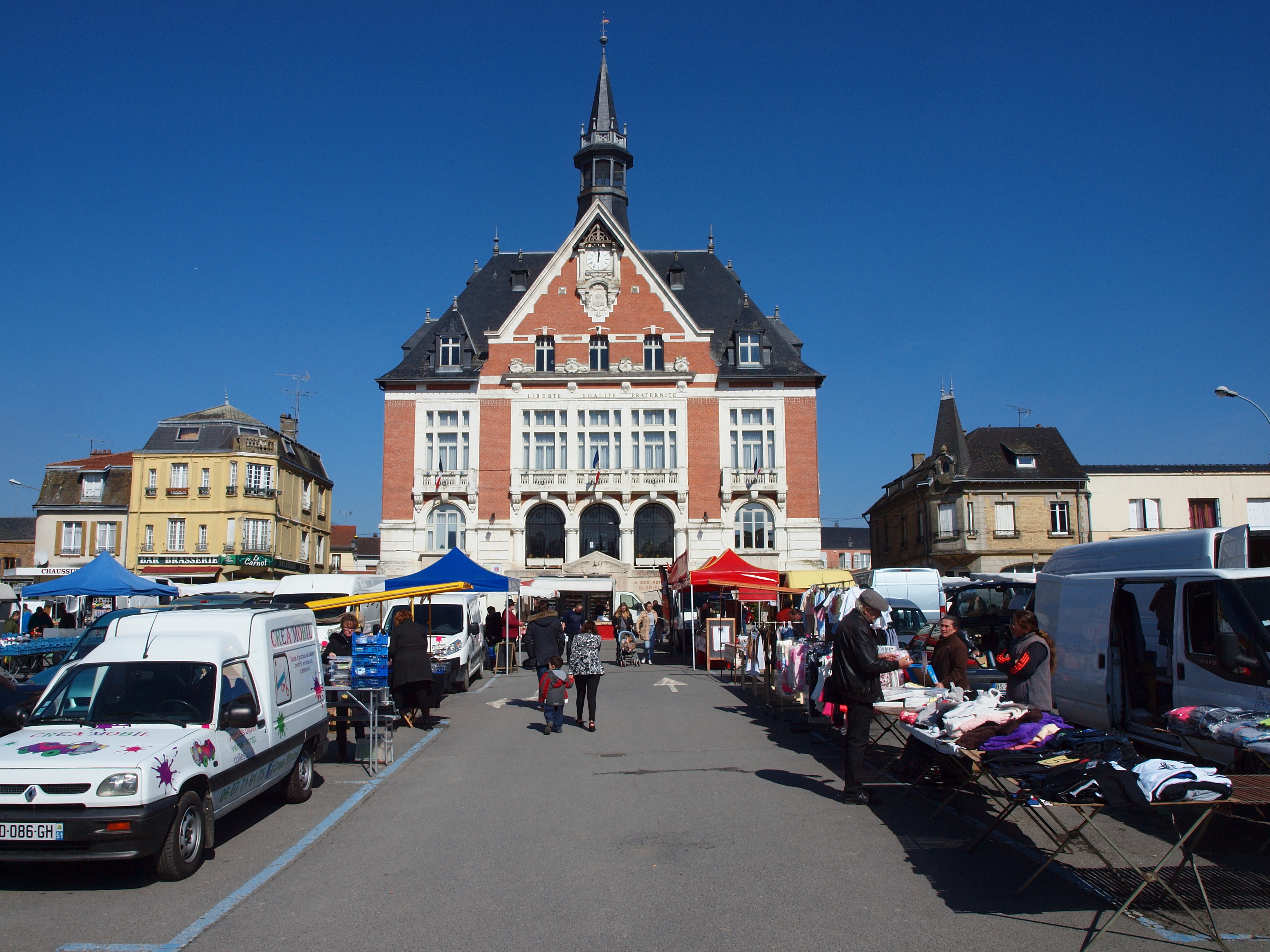
武济耶市政厅

武济耶的现任市长为扬·迪加尔先生（Yann Dugard），他是一名右翼无党派人士，在2020年的市政选举中获得了50.44%的支持率。
在2017年的法国总统大选中，法国第25任总统埃马纽埃尔·马克龙在武济耶获得了52.88%的支持率。
| 武济耶历届市长 |                 |                   |
| 任期           | 市长            | 党派              |
| 1945年－1975年 | 萨米埃尔·朔伊尔 | RAD激进党         |
| 1975年－1977年 | 勒内·马尔凯     | DVG左翼无党派人士 |
| 1977年－1995年 | 米歇尔·博迪耶   | PS社会党          |
| 1995年－2006年 | 贝尔纳·皮埃雷   | PS社会党          |
| 2006年－2014年 | 克洛德·安塞尔姆 | PS社会党          |
| 2014年－       | 扬·迪加尔       | DVD右翼无党派人士 |

## 人口
2017年，武济耶市镇人口数量为4,340，在法国排名第2,527位。其中男性2,050人，女性2,290人，75岁及以上人口占13.9%，外籍人口数量为983人，人口密度为156人/平方公里，当地居民被称为（男性）或（女性）。2018年，武济耶境内出生30人，死亡人口90人。
| 武济耶1936－2017年人口变化情况 | 武济耶1936－2017年人口变化情况 | 武济耶1936－2017年人口变化情况 | 武济耶1936－2017年人口变化情况 | 武济耶1936－2017年人口变化情况 | 武济耶1936－2017年人口变化情况 | 武济耶1936－2017年人口变化情况 | 武济耶1936－2017年人口变化情况 | 武济耶1936－2017年人口变化情况 | 武济耶1936－2017年人口变化情况 | 武济耶1936－2017年人口变化情况 | 武济耶1936－2017年人口变化情况 | 武济耶1936－2017年人口变化情况 | 武济耶1936－2017年人口变化情况 |
| 来源：INSEE、Cassini           | 来源：INSEE、Cassini           | 来源：INSEE、Cassini           | 来源：INSEE、Cassini           | 来源：INSEE、Cassini           | 来源：INSEE、Cassini           | 来源：INSEE、Cassini           | 来源：INSEE、Cassini           | 来源：INSEE、Cassini           | 来源：INSEE、Cassini           | 来源：INSEE、Cassini           | 来源：INSEE、Cassini           | 来源：INSEE、Cassini           | 来源：INSEE、Cassini           |
| 原市镇                         | 1936                           | 1946                           | 1954                           | 1962                           | 1968                           | 1975                           | 1982                           | 1990                           | 1999                           | 2006                           | 2011                           | 2016                           | 2017                           |
| ------------------------------ | ------------------------------ | ------------------------------ | ------------------------------ | ------------------------------ | ------------------------------ | ------------------------------ | ------------------------------ | ------------------------------ | ------------------------------ | ------------------------------ | ------------------------------ | ------------------------------ | ------------------------------ |
| 武济耶                         | 3,314                          | 3,135                          | 3,423                          | 3,973                          | 4,569                          | 5,069                          | 4,953                          | 4,807                          | 4,742                          | 4,292                          | 4,094                          | 4,359                          | 4,340                          |
| 孔代莱武济耶                   | 748                            | 528                            | 675                            | 3,973                          | 4,569                          | 5,069                          | 4,953                          | 4,807                          | 4,742                          | 4,292                          | 4,094                          | 4,359                          | 4,340                          |
| 埃纳河畔泰龙                   | 218                            | 199                            | 216                            | 173                            | 144                            | 132                            | 127                            | 118                            | 114                            | 116                            | 113                            | 4,359                          | 4,340                          |
| 弗里济                         | 477                            | 467                            | 452                            | 390                            | 366                            | 352                            | 343                            | 342                            | 360                            | 365                            | 361                            | 4,359                          | 4,340                          |
| 总计                           | 4,757                          | 4,329                          | 4,766                          | 4,536                          | 5,079                          | 5,553                          | 5,423                          | 5,267                          | 5,216                          | 4,773                          | 4,568                          |                                |                                |

## 经济

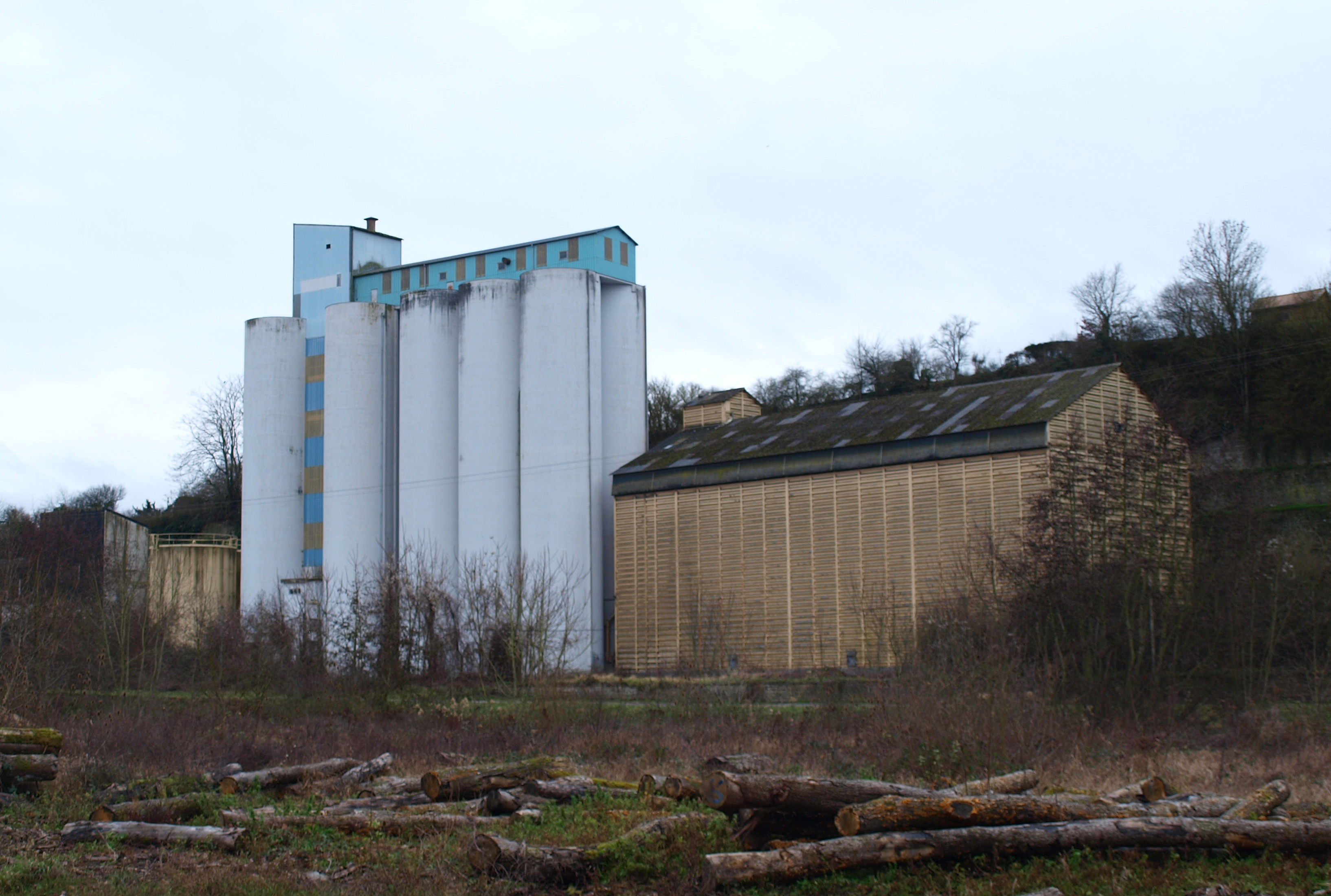
武济耶境内的草仓

武济耶是一个区域性的中心城市，当地共有各类用人单位646家，其中98.06%为中小型企业，平均历史为18年，行政、机械制造及社会服务是当地的主要就业岗位类型。（零售）、（工业部件）及（包装生产）是当地2019年营业额最高的三个企业，分别为42,739,521欧元、18,721,388欧元和17,072,586欧元。

## 财政收入
2018年，武济耶的财政收入总额为4,607,140欧元，财政支出总额为4,174,830欧元，当年的债务总额为6,830,550欧元。
2015年，武济耶的人均月收入总额为2,046欧元，其中高职人员为3,879欧元，中级职员2,473欧元，普通职员为1,685欧元。
2017年，武济耶境内的青壮年（15至64岁）失业率为17.5%，当地32.5%的家庭拥有纳税资格。

## 社会事务

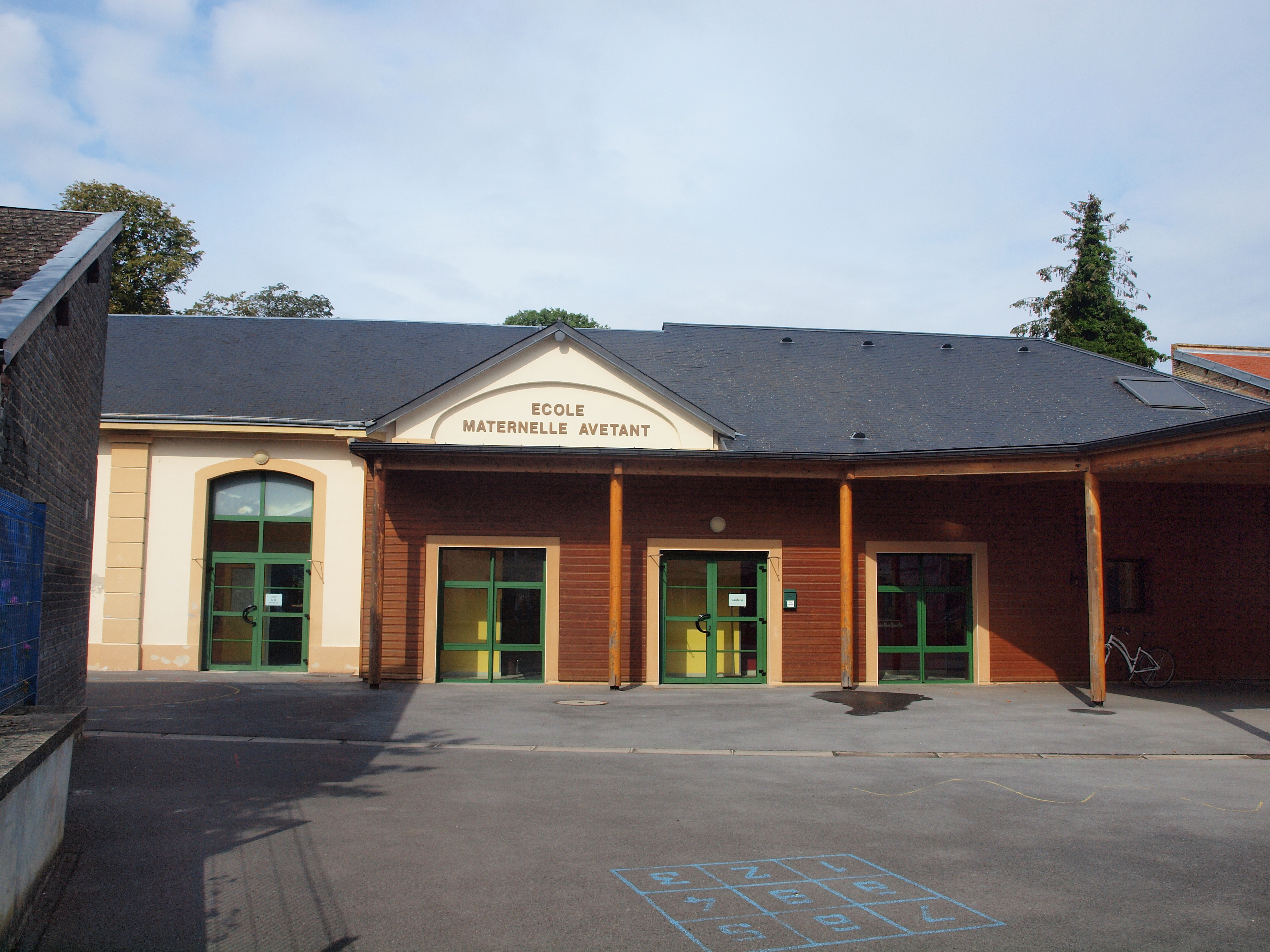
武济耶境内的一处学校

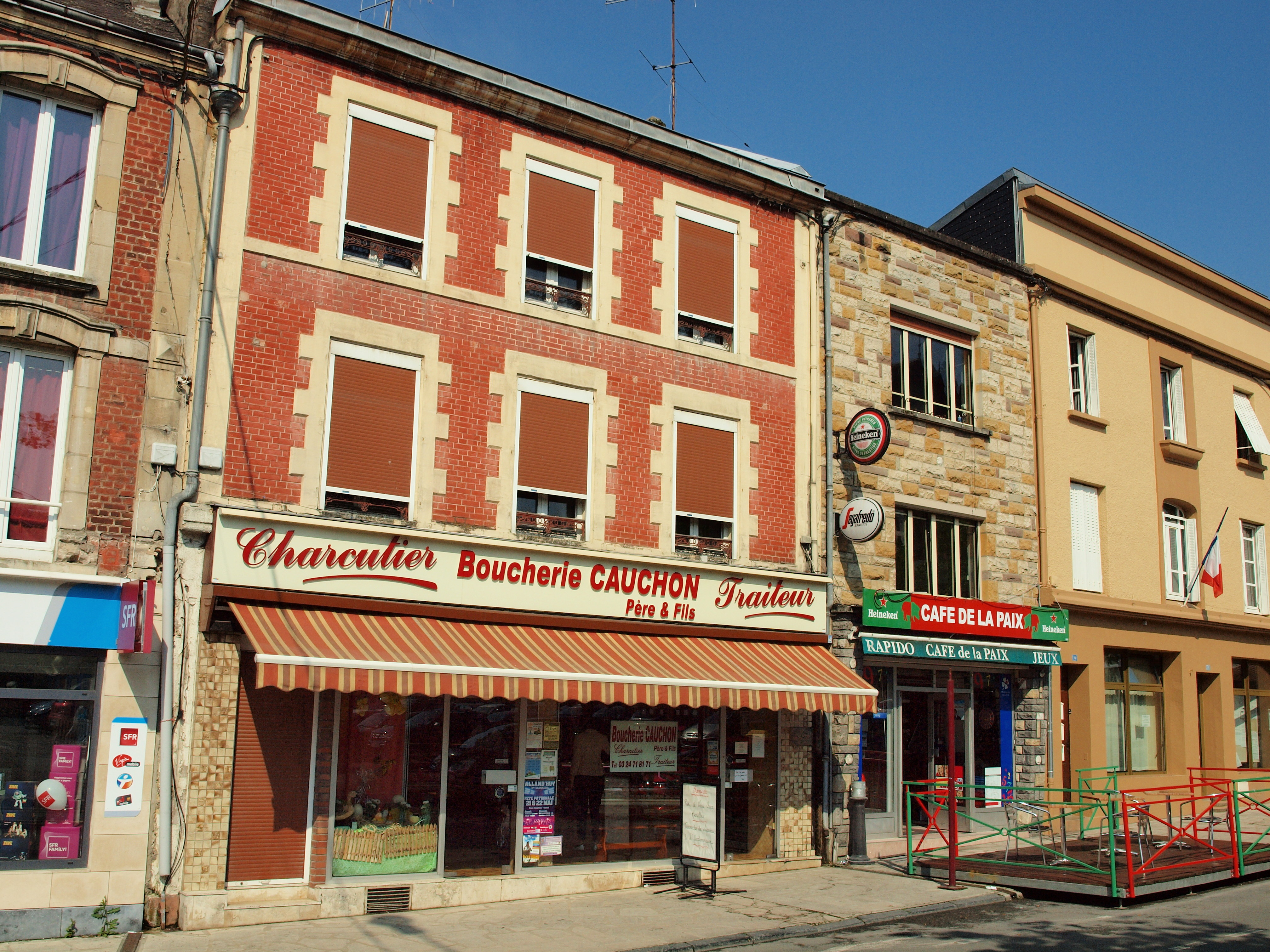
武济耶街头的一处商场

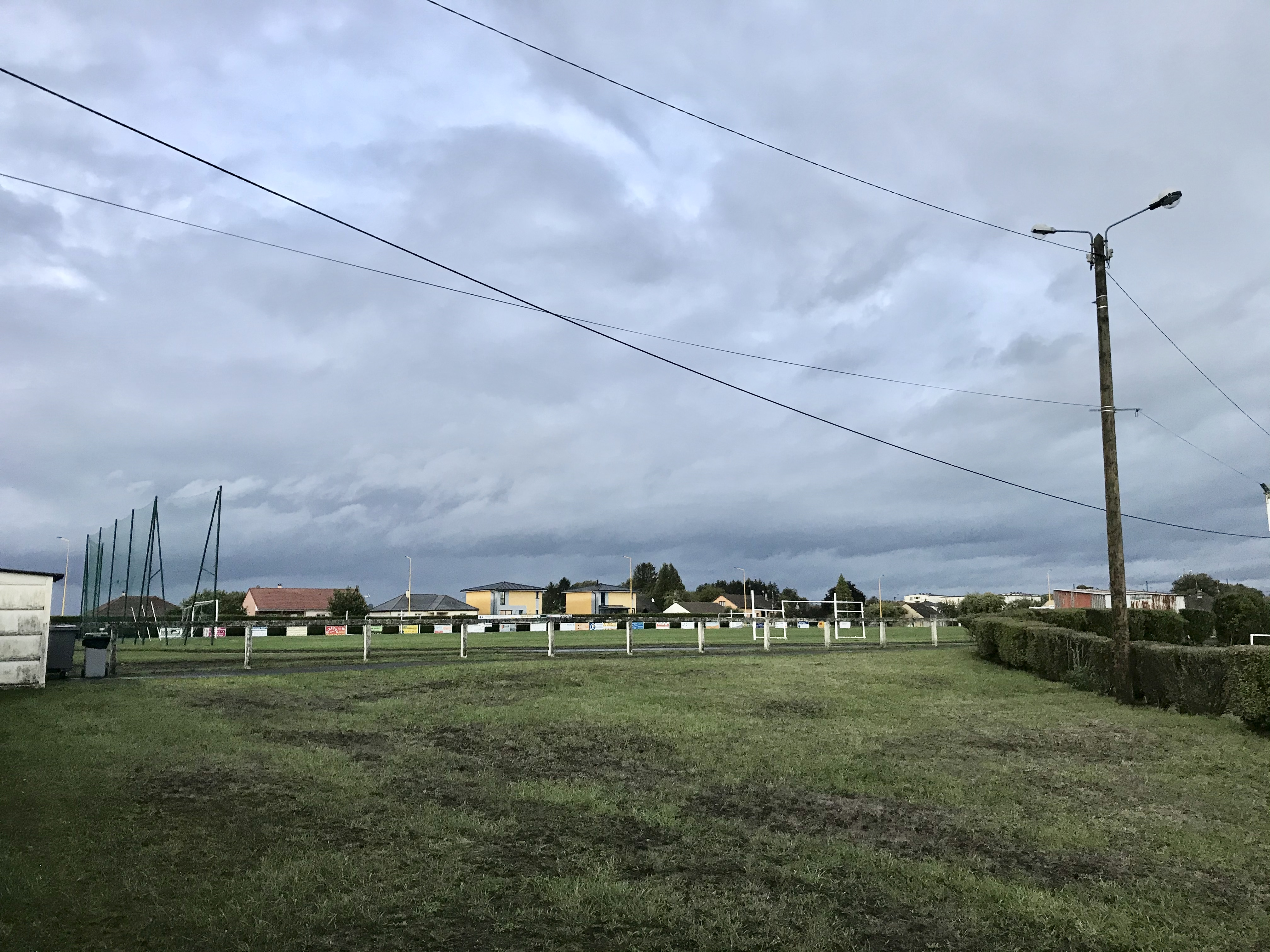
武济耶市政球场

### 教育
武济耶属于兰斯学区。截止2019年1月1日，武济耶境内共有2所幼儿园、2所小学、2所初级中学、1所普通高中和1所职业高中。2018至2019学年度，武济耶境内共有在校中小学生978名。

### 医疗
截止2019年1月1日，武济耶境内共有全科医生5名、保健师2名、牙医4名、护士7名和助产士1名。境内共有药房6家、养老院2家、残疾人帮扶中心1家。
南阿登省中心医院（Groupe Hospitalier Sud Ardennes）是法国的一个区域性医疗机构，总部位于勒泰勒，在武济耶设有一个分病区，设有床位68个，是当地唯一的公立综合性医院。

### 住房
2017年，武济耶境内共有各类住房2,454套，其中84.4%为常住房屋。集中式居民区主要分布在市区北部，密度较低。

### 商业
2018年，武济耶境内共有各类商铺306家，其中餐饮服务类149家。市区西部建有大型开放式商业街区。

### 体育
2019年，武济耶境内共有2家游泳池、2间健身房、1座综合体育场、2处网球场以及6处足球或橄榄球场。
武济耶前进体育俱乐部（Effort Sportif Vouzinois）是当地的一支足球队，2020年7月与相邻的阿蒂尼足球队合并，2020至2021赛季参加阿登省的省级足球联赛。

### 环境
武济耶的环境事务由其所属的公共社区负责。2018年，武济耶境内暂无污染企业。

### 治安
2014年，武济耶及附近地区共发生各类案件675起，其中盗窃类案件360起，经济类案件75起，毒品交易类案件27起。

## 文化
2019年，武济耶境内共有1家电影院。武济耶市政府提供多媒体中心，向公众全年开放。

### 建筑
武济耶境内有多处法国国家文物保护单位，其中武济耶圣莫里耶教堂、弗里济教堂等为当地的代表性建筑物。

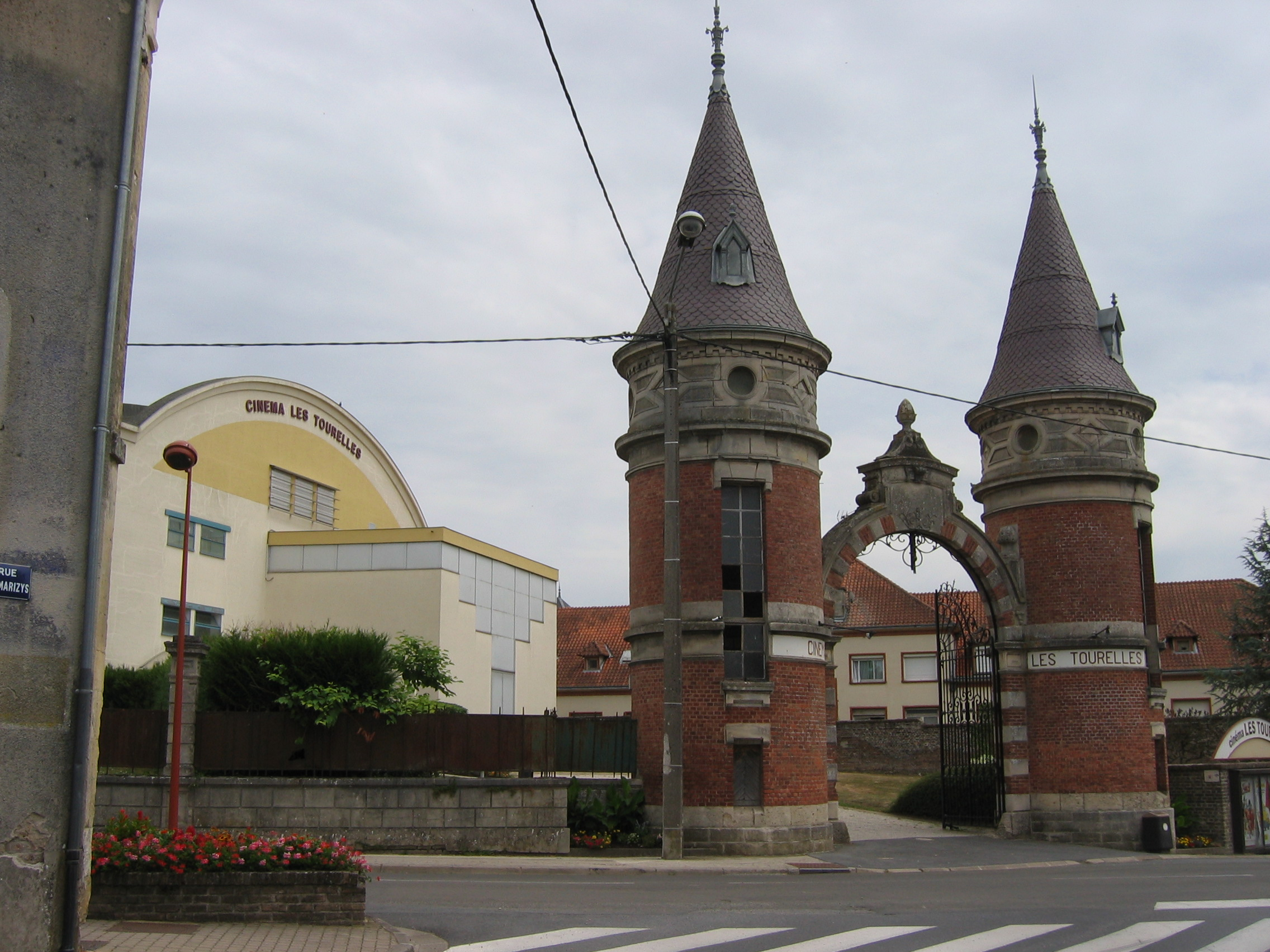
图雷勒电影院
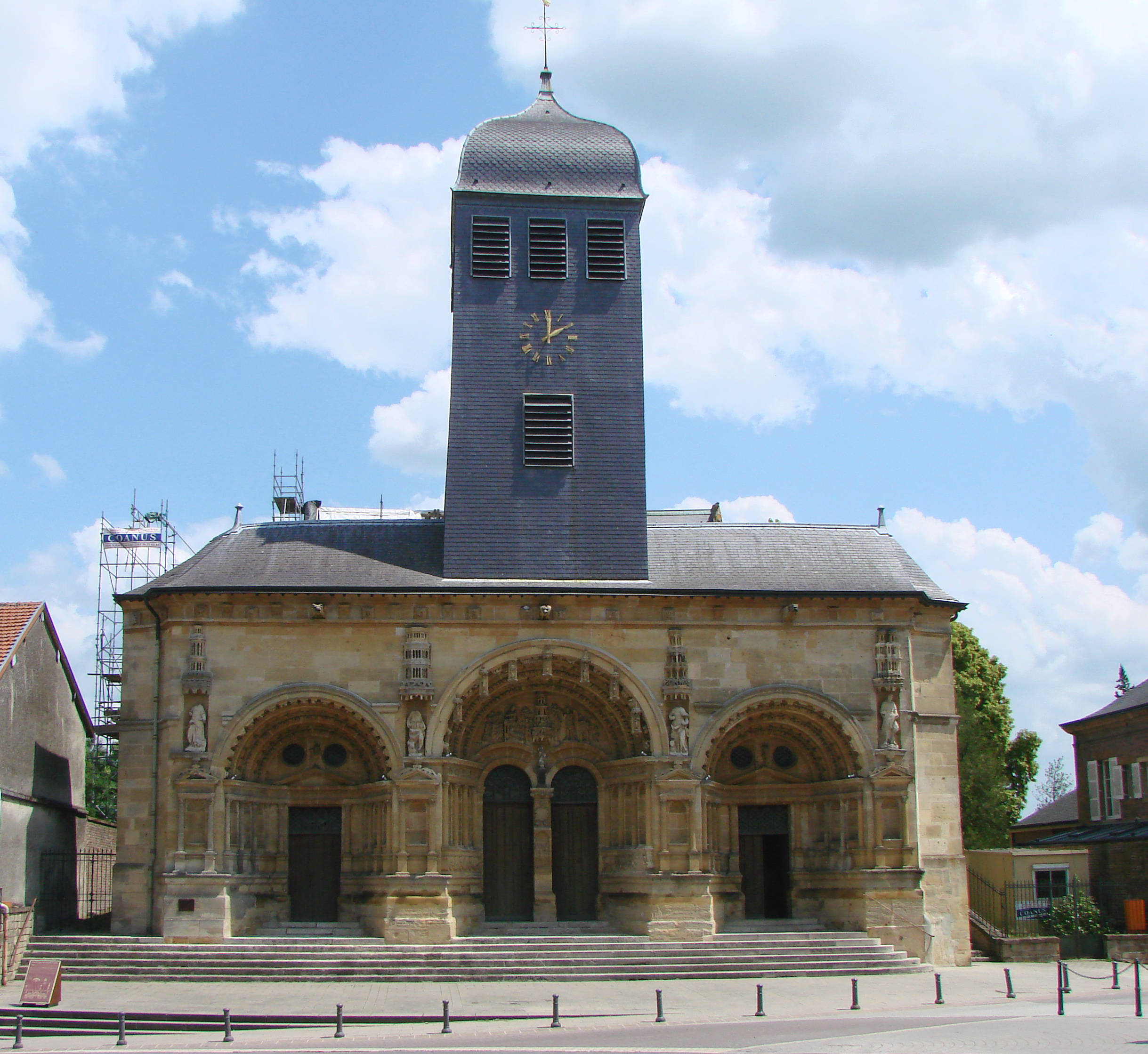
武济耶圣莫里耶教堂（法语：Église Saint-Maurille de Vouziers）
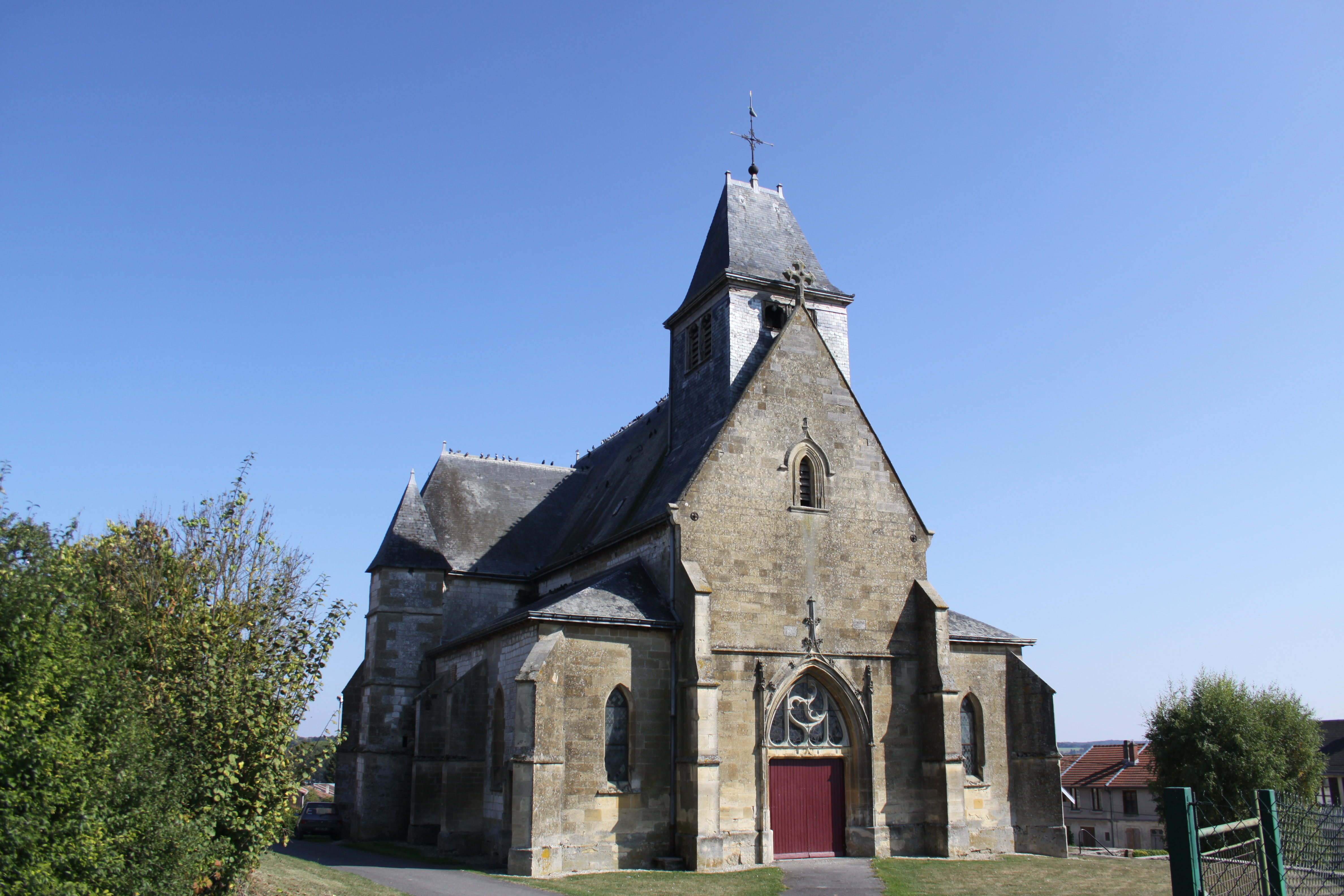
弗里济教堂（法语：Église Saint-Maurice de Vrizy）
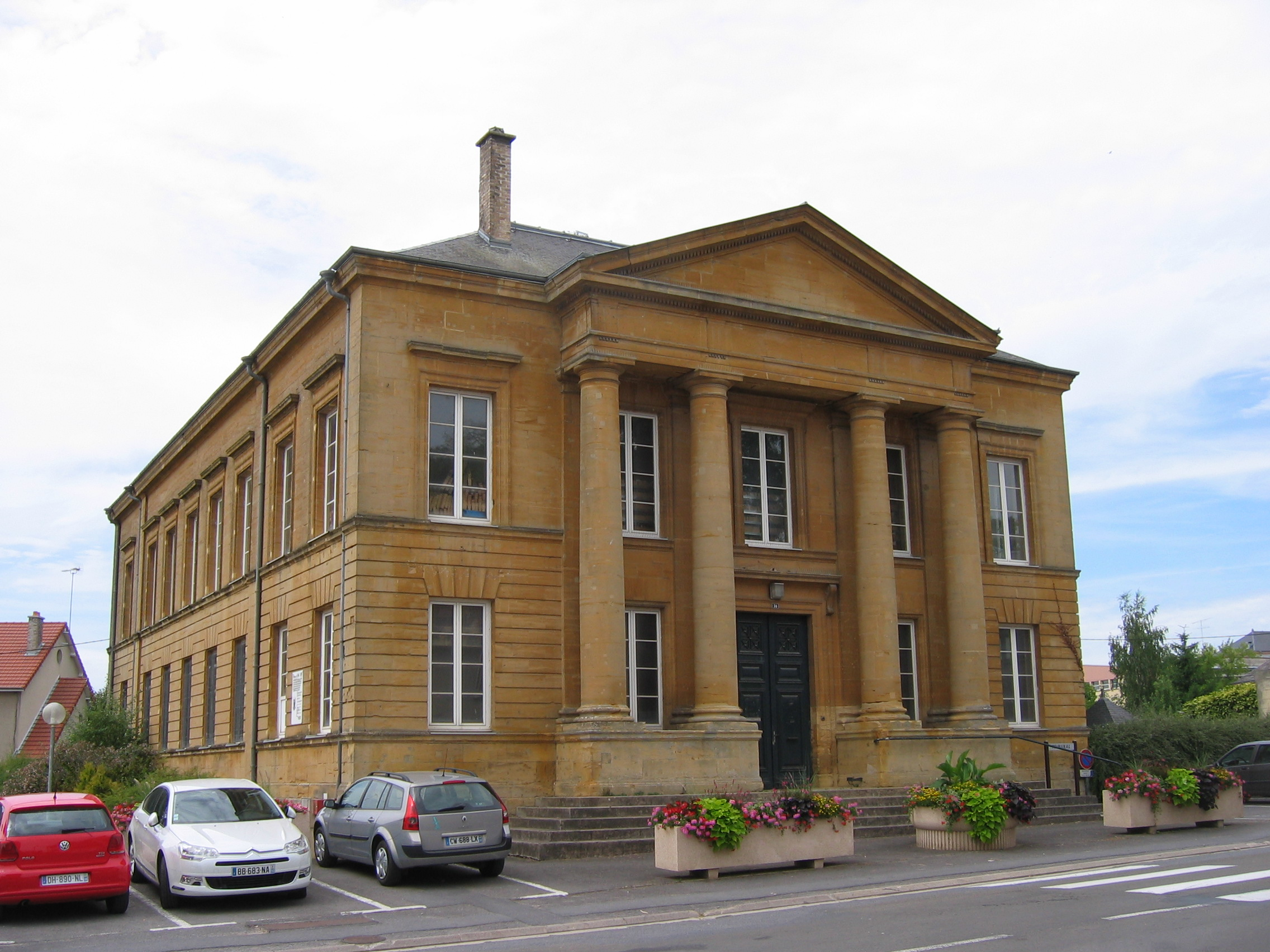
审判法院
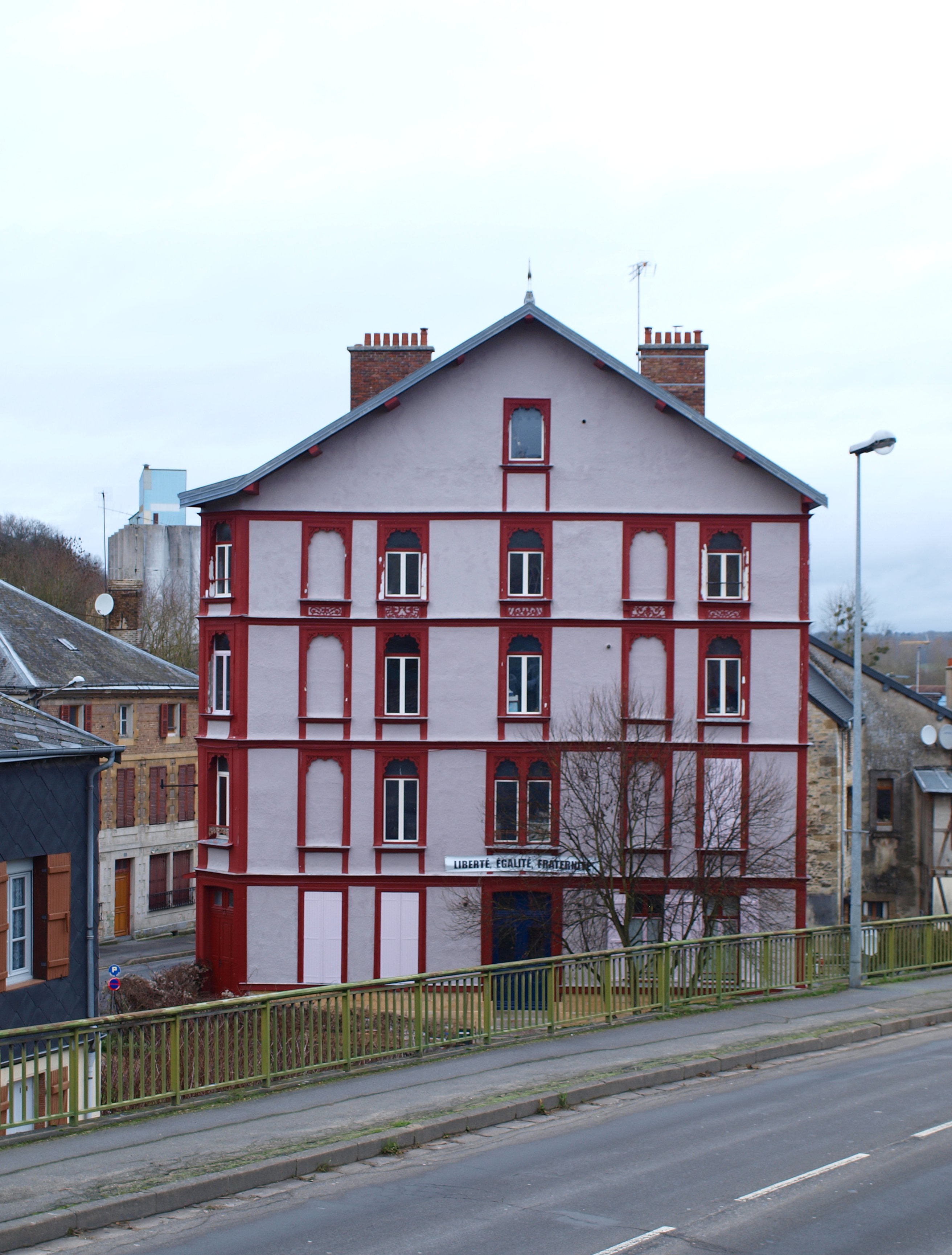
一处民居
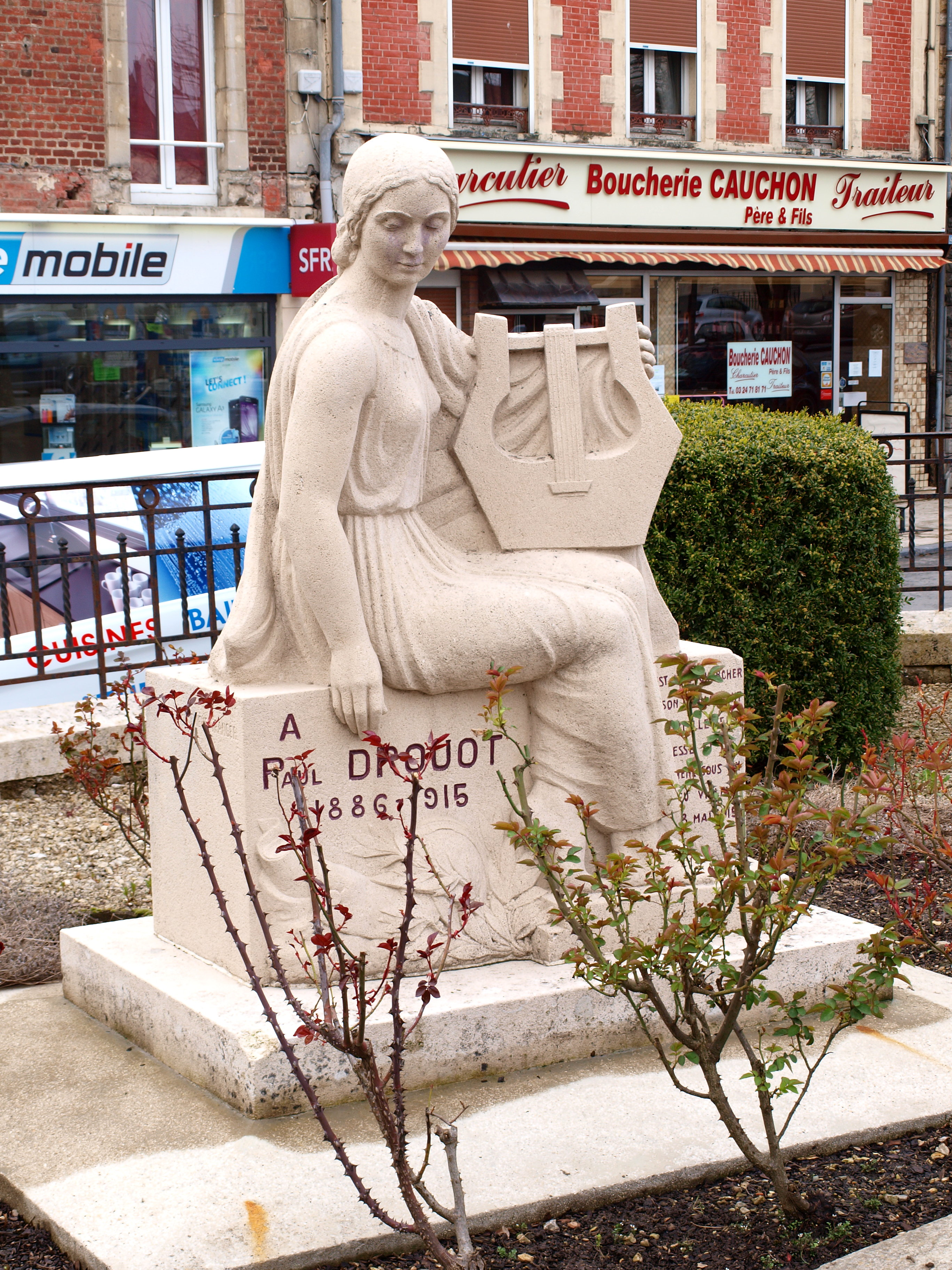
保罗·德鲁奥雕像

### 旅游
武济耶的旅游事务由其所属的公共社区负责。2020年，武济耶境内共有1家宾馆共计34间房间。

### 媒体
法国主要的媒体均可在武济耶接收，法国电视三台下属的大东部大区频道在部分时段播出武济耶所属区域的地方新闻。

## 友好城市

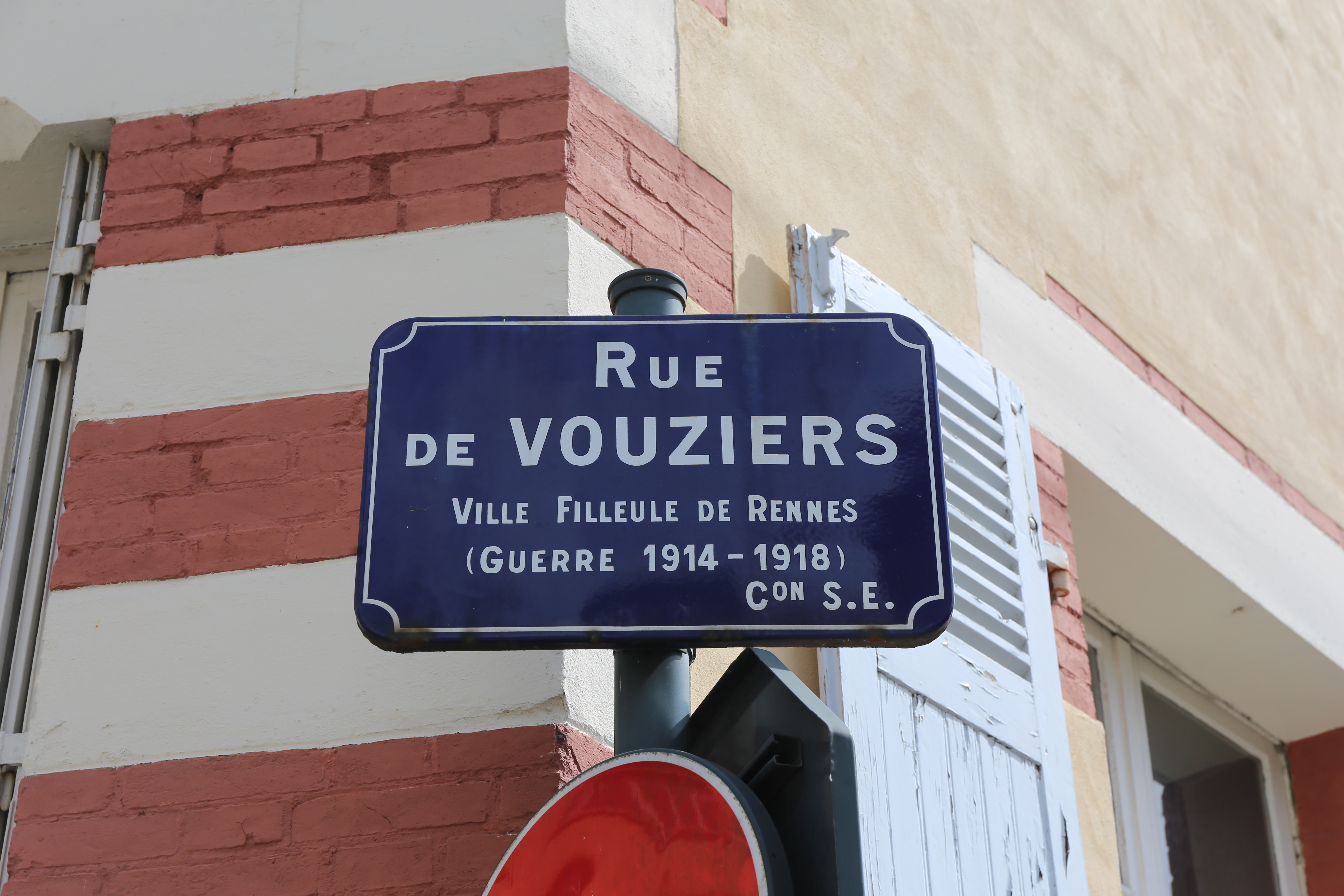
雷恩街头的武济耶街

截至2020年10月，武济耶共与三座城市互为友好城市关系：
- 德国 格雷芬罗达
- 捷克 拉蒂什科维采（英语：Ratíškovice）
- 塞内加尔 阿格纳姆西沃尔（英语：Agnam Civol）

除此之外，法国西部城市雷恩在一战后帮助武济耶恢复重建，为纪念两城之间的友谊，雷恩将其市中心的一条街道命名为“武济耶街”（rue de Vouziers），而武济耶市内也有以“雷恩”命名的酒吧。

## 相关人物
法国飞行员罗兰·加洛斯安葬于此，其墓地位于市区北部。
法国作家保罗·德鲁奥出生于武济耶，当地有为纪念其而修建的雕塑。